# Формула-1 — Гран-прі Бельгії 1964
Гран-прі Бе́льгії 1964 року — третій етап чемпіонату світу 1964 року з автоперегонів у класі Формула-1, що відбувся 14 червня на трасі Спа-Франкоршам.

## Результати

### Кваліфікація
|    | Пілот             | Команда         | Час    |
| -- | ----------------- | --------------- | ------ |
| 1  | Ден Ґерні         | Бребгем-Клімакс | 3:50.9 |
| 2  | Ґрем Хілл         | БРМ             | 3:52.7 |
| 3  | Джек Бребем       | Бребгем-Клімакс | 3:52.8 |
| 4  | Пітер Арунделл    | Лотус-Клімакс   | 3:52.8 |
| 5  | Джон Сертіс       | Феррарі         | 3:55.2 |
| 6  | Джим Кларк        | Лотус-Клімакс   | 3:56.2 |
| 7  | Брюс Макларен     | Купер-Клімакс   | 3:56.2 |
| 8  | Річі Ґінтер       | БРМ             | 3:57.2 |
| 9  | Лоренцо Бандіні   | Феррарі         | 3:58.8 |
| 10 | Пітер Ревсон      | Лотус-БРМ       | 3:59.9 |
| 11 | Кріс Еймон        | Лотус-БРМ       | 4:00.1 |
| 12 | Тревор Тейлор     | БРП-БРМ         | 4:00.2 |
| 13 | Йо Зіфферт        | Бребгем-БРМ     | 4:02.7 |
| 14 | Йо Бонньє         | Бребгем-БРМ     | 4:02.7 |
| 15 | Філ Хілл          | Купер-Клімакс   | 4:02.8 |
| 16 | Іннес Айрленд     | БРП-БРМ         | 4:04.0 |
| 17 | Джанкарло Баґетті | БРМ             | 4:07.6 |
| 18 | Тоні Меґґс        | БРМ             | 4:07.8 |
| 19 | Боб Андерсон      | Бребгем-Клімакс | 4:08.5 |
| 20 | Андре Пілетт      | Сірокко-Клімакс | 4:22.9 |

### Гонка
|      | Пілот             | Команда         | Кіл | Час                | Старт | Очок |
| ---- | ----------------- | --------------- | --- | ------------------ | ----- | ---- |
| 1    | Джим Кларк        | Лотус-Клімакс   | 32  | 2:06:40.5          | 6     | 9    |
| 2    | Брюс Макларен     | Купер-Клімакс   | 32  | + 3.4              | 7     | 6    |
| 3    | Джек Бребем       | Бребгем-Клімакс | 32  | + 48.1             | 3     | 4    |
| 4    | Річі Ґінтер       | БРМ             | 32  | + 1:58.6           | 8     | 3    |
| 5    | Ґрем Хілл         | БРМ             | 31  | паливний насос     | 2     | 2    |
| 6    | Ден Ґерні         | Бребгем-Клімакс | 31  | закінчилось пальне | 1     | 1    |
| 7    | Тревор Тейлор     | БРП-БРМ         | 31  | +1 коло            | 12    |      |
| 8    | Джанкарло Баґетті | БРМ             | 31  | +1 коло            | 17    |      |
| 9    | Пітер Арунделл    | Лотус-Клімакс   | 28  | перегрівання       | 4     |      |
| 10   | Іннес Айрленд     | БРП-БРМ         | 28  | +4 кола            | 16    |      |
| ДКВ  | Пітер Ревсон      | Лотус-БРМ       | 27  | дискваліфікація    | 10    |      |
| Схід | Йо Зіфферт        | Бребгем-БРМ     | 14  | двигун             | 13    |      |
| Схід | Філ Хілл          | Купер-Клімакс   | 13  | двигун (шатун)     | 15    |      |
| 14   | Лоренцо Бандіні   | Феррарі         | 11  | двигун             | 9     |      |
| Схід | Андре Пілетт      | Сірокко-Клімакс | 10  | двигун             | 20    |      |
| Схід | Йо Бонньє         | Бребгем-БРМ     | 7   | нездужання         | 14    |      |
| Схід | Кріс Еймон        | Лотус-БРМ       | 3   | двигун (шатун)     | 11    |      |
| Схід | Джон Сертіс       | Феррарі         | 3   | двигун             | 5     |      |
| НС   | Тоні Меґґс        | БРМ             |     | двигун             |       |      |
| НС   | Боб Андерсон      | Бребгем-Клімакс |     | запалювання        |       |      |

#### Лідирування
- 1—2 кола — Ден Ґерні
- 3 коло — Джон Сертіс
- 4—29 кола — Ден Ґерні
- 30—31 кола — Річі Ґінтер
- 32 коло — Джим Кларк